# 美國郵政署

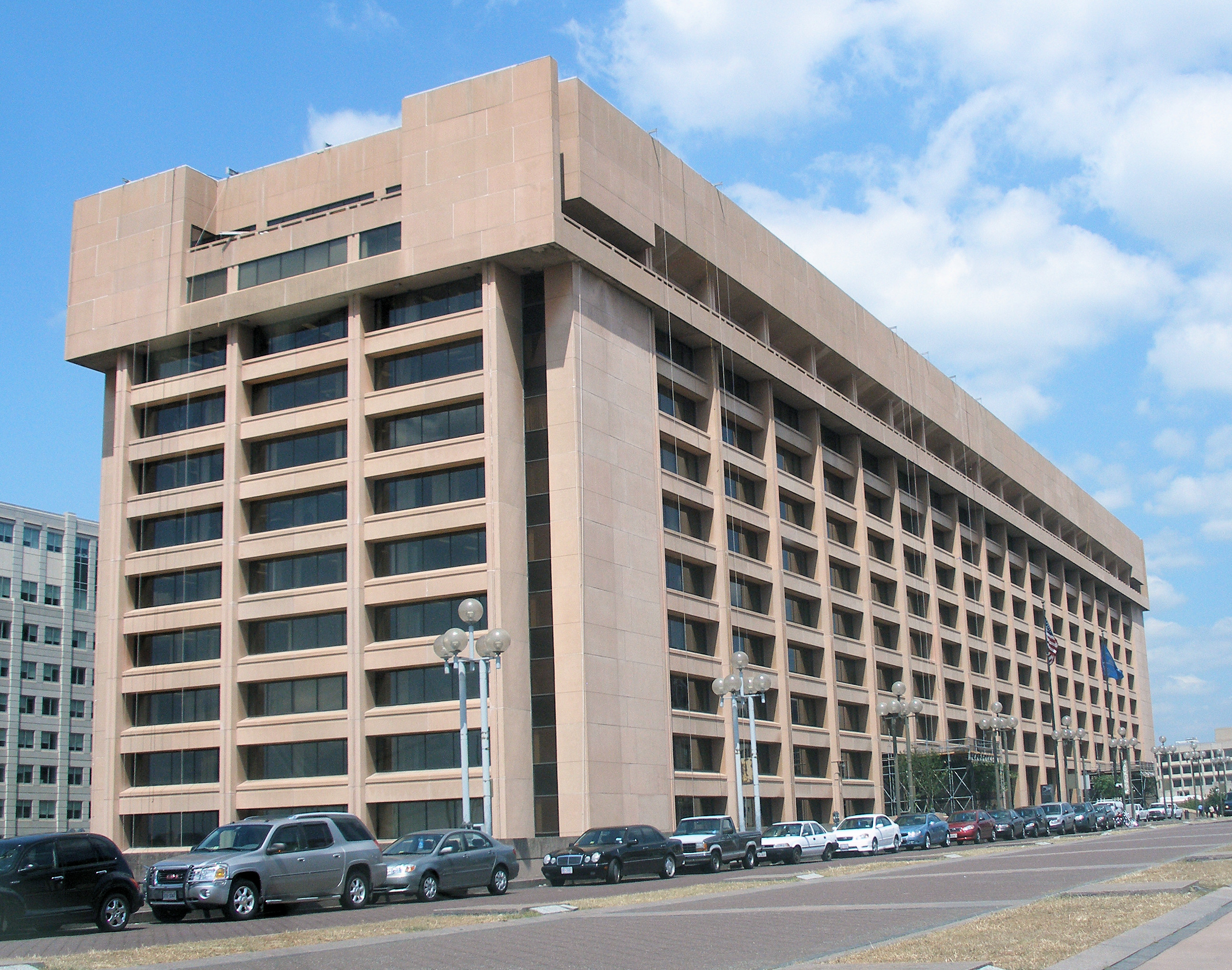
美國郵政署总部

美國郵政署（英語：United States Postal Service，縮寫：USPS），又稱美國郵局、美國郵政服務，是美國聯邦政府的一个獨立機構，是少數在美國憲法中提及設立的機構。郵政署的歷史可上溯至1775年，第二次大陸會議任命本傑明·富蘭克林為美國首任郵政署長。1792年，郵政署升格成為美國郵政部，成為美國內閣下屬部門之一，富蘭克林為首任郵政部長。1971年，根據郵政重組法案郵政部撤銷，并重新降格為現今的美國郵政署。
2022年美國郵政署擁有516,750名僱員，236,532輛汽車，是全球最龐大的民用車隊，處理1273億封信件和72億個包裹，佔全球數量的四成。郵政署投遞覆蓋美國國土的每一個角落，設置專用信箱，并採取統一資費，但其快遞業務評價仍輸給美國私營企業如聯邦快遞（FedEx）和联合包裹服务（UPS）。

## 歷史
1775年第二次大陸會議設立了最初的美國郵政部門，并任命本傑明·富蘭克林為美國首任郵政署長。1792年郵政法案創立了美國郵政部，1872年被升格成為一個美國內閣級別部門。1970年尼克松總統簽署郵政重組法案，於次年廢止郵政部，將其變為聯邦政府的一個獨立機構。

## 外部連結
- 美國郵政署 （页面存档备份，存于）（中文）
- 美國郵政署 （页面存档备份，存于）（英文）